# Ascher Lemlein
Ascher ben Meir Lemlein Aschkenasi Reutlingen (* im 15. Jahrhundert; † im 16. Jahrhundert; auch Lämmlein, Lämmlin, Lemmlein) war ein norditalienischer Rabbiner, Kabbalist und angeblicher Vorbote des jüdischen Messias.

## Leben
Über das Leben des Ascher Lemlein ist wenig bekannt. Seine Beinamen Aschkenasi und Reutlingen deuten darauf hin, dass er oder seine Familie ursprünglich aus Deutschland stammte. Als er um 1500 erstmals in Erscheinung trat, war er bereits ein älterer Mann und lebte im venezianischen Küstenstädtchen Isola (Istrien). Er besaß in Italien als Kabbalist einiges Ansehen, sollte jedoch als Endzeitprophet in die Geschichte eingehen. Zu seinem kabbalistischen Hintergrund gehörten die Lehren von Abraham Abulafia. Ein Bezug zur Vertreibung der Juden aus Spanien von 1492 und den Endzeitberechnungen von Isaak Abravanel, der das Erscheinen des Messias auf 1503 voraussagte, ist nicht belegt. Lemlein führte ein asketisches Leben und zog eine beträchtliche Anhängerschaft nach Isola. Er konnte sich in Ekstase setzen und gab an, in Visionen mit Gott zu kommunizieren. So habe er erfahren, dass die Ankunft des Messias bevorstehe. Seine Wundertätigkeit führte dazu, dass Lemlein von einigen als verrückt gehalten, von andern jedoch als der kommende Messias gefeiert wurde. Er selbst sah sich jedoch bloß als ein Vorbote des jüdischen Messias.
Er behauptete, wenn die anderen Juden Bußfertigkeit bewiesen und sich der Wohltätigkeit zuwendeten, würde der Messias innerhalb eines halben Jahres erscheinen. Er gewann innerhalb kurzer Zeit einige Anhänger, welche seine Prophezeiungen in Italien und Deutschland verbreiteten. Seine Botschaft wurde so ernst genommen, dass innerhalb des Jahres der Buße existierende jüdische Institutionen absichtlich zerstört wurden, in dem Glauben ihre Erhaltung sei unnötig, da man sowieso innerhalb dieses Jahres nach Jerusalem heimkehren würde. Als Lemleins Prophezeiungen sich nach einem Jahr nicht erfüllten, erschlaffte die breite Bußbewegung. Lemlein ergriff daraufhin die Flucht und setzte sich nach Palästina ab, wo seine Anwesenheit bis 1509 belegt ist.
Salo W. Baron suggerierte, die aus den falschen Prophezeiungen hervorgegangene Desillusionierung habe wesentlich dazu beigetragen, dass sich einige jüdische Intellektuelle dieser Zeit unter anderem Victor von Carben und Johannes Pfefferkorn, später taufen ließen.